# 北安普頓站
北安普頓車站（英語：Northampton railway station）是英格蘭東密德蘭北安普頓的一座鐵路車站，於1895年啟用，當時車站名稱為北安普頓城堡站，因為車站建立在北安普頓城堡的遺址上，1966年4月18日更為現名。現有站房為2015年改建，部分人士曾提議恢復北安普頓城堡站這個站名，但尚未被採納。

## 圖片集
- 北安普頓城堡站（1900年代）
- 北安普頓車站，改建前外觀（2005年）